# Викторианская мораль

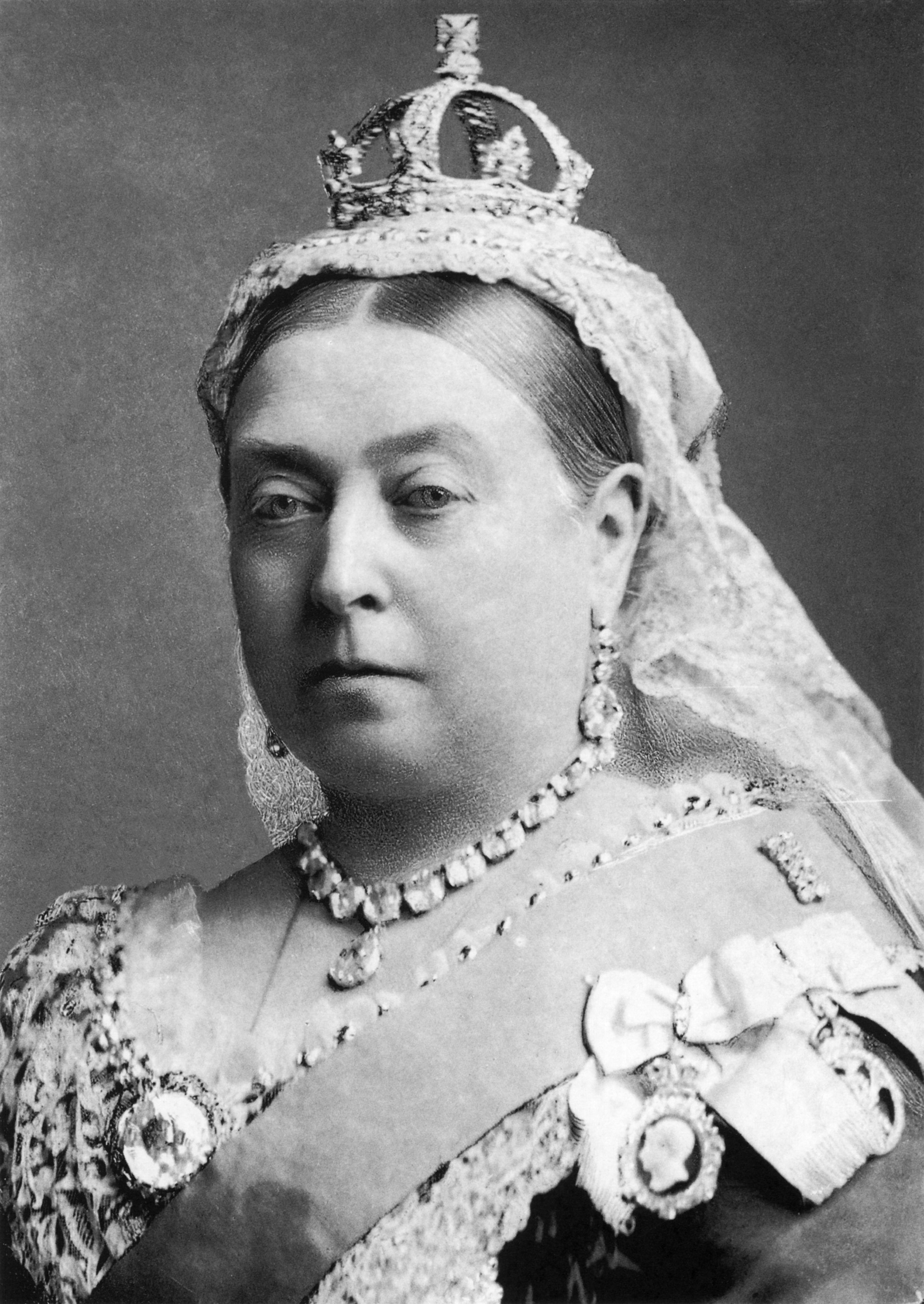
Королева Виктория (1882 год)

Викториа́нская мора́ль (англ. Victorian morality) — совокупность моральных ценностей, а также общая моральная атмосфера, царившие в Великобритании в период правления королевы Виктории.
Викторианскую мораль можно описать как совокупность ценностей, основывающихся на строгом кодексе поведения, нетерпимости к его нарушениям и преступлениям; сексуальных ограничениях и сильной этике. В то же время среди британцев начали цениться трудолюбие, пунктуальность, умеренность и хозяйственность.
Викторианская эпоха продолжалась на протяжении всего правления королевы Виктории с 1837 года по 1901 год. Этот исторический период характеризуется стремительными изменениями практически в каждой сфере жизни, начиная с медицины и техники, заканчивая демографией. Это было время процветания, широкой империалистической экспансии и великих политических реформ. Сегодня Викторианская эпоха рассматривается как период множества противоречий. Социальные течения, выступавшие за улучшение общественной морали, сосуществовали с классовой системой, налагавшей тяжёлые жизненные условия на многих людей. Преувеличенные добродетель и ограничения контрастировали с широким распространением проституции и детского труда.

## Моральные нормы и ценности
В этот период люди, принадлежавшие к высшему и среднему классам, придерживались строгих ценностей, среди которых были следующие:
- Чувство долга и трудолюбие;
- Респектабельность: смесь морали, строгости и приспособления к общественным стандартам (обладание хорошими манерами, владение хорошим домом, регулярное посещение церкви и благотворительность), именно она отделяла средний класс от низшего;
- Благотворительность и филантропия: занятия, привлекавшие многих состоятельных людей, особенно женщин[1].

В семье царили патриархальные порядки, поэтому одинокая женщина с ребёнком становилась маргиналом из-за широкого распространения представления о женском целомудрии. Сексуальность подавлялась, были чрезвычайно распространены жеманство и ханжество.
Колониализм также был важным феноменом, он вёл к распространению патриотизма и испытывал влияние идей о расовом превосходстве и концепции миссии белого человека.
Нельзя отрицать значение дарвинизма, который в этот период сыграл ключевую роль: научные открытия (особенно в геологии и биологии) потрясли многие моральные и религиозные опоры и привнесли новый взгляд на Вселенную как на нечто, постоянно меняющееся.

## История возникновения

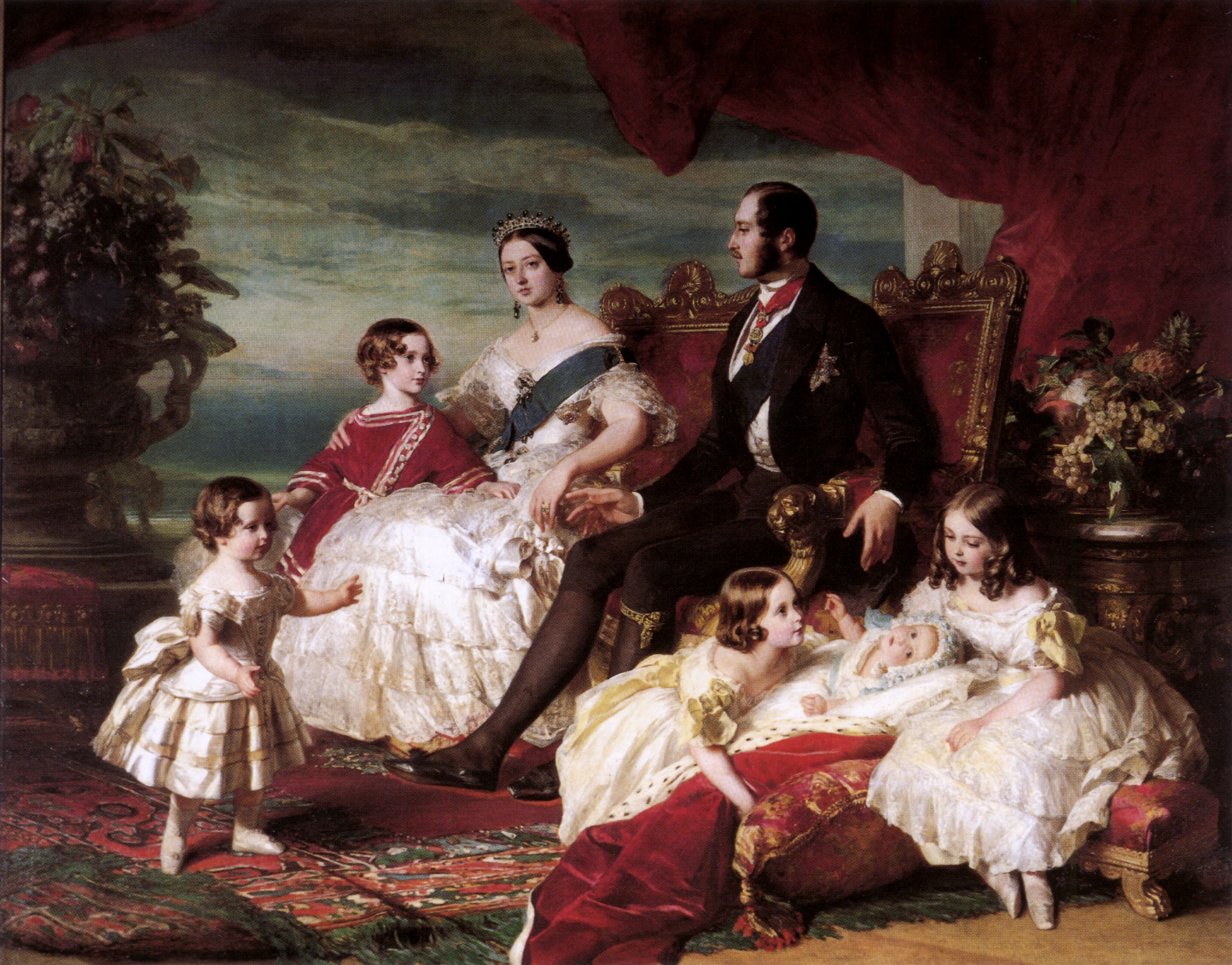
Ф. К. Винтергальтер. Семья королевы Виктории и принца-консорта Альберта. 1846. Холст, масло. Британская королевская коллекция

За двести лет до Виктории пуританское республиканское движение временно свергло британскую монархию, представители правящей династии и высшего общества которой были известны своими вольными нравами. Пока Англия была республикой, наступил период реакции, на людей наложили строгие ограничения, и даже празднование Рождества было запрещено. Как только монархический строй был восстановлен, то за годами подавления и ограничений вновь последовал период свободы и раскрепощённости.
Предшествующие Виктории поколения Ганноверов вели весьма распутный образ жизни.
Король Вильгельм IV, дядя Виктории, совершенно не скрывал, что у него было десять незаконных детей. Другие, как принц-регент, а впоследствии король Георг IV, прославились пристрастием к алкоголю и оставили громадные долги. На нём и его сестре, дочери Георга III, даже лежало подозрение в инцесте. Кроме того, Георг IV воспринимался обществом как искатель удовольствий и любитель женщин, чьё царствование, по большей части, представляло собой череду скандалов.
В результате моральный облик королевского рода перед воцарением королевы Виктории в 1837 году был настолько дискредитирован, что реакция не являла собой ничего неожиданного.
Также причины можно видеть в том, что принц Альберт пострадал из-за развода своих родителей, которые оба были вовлечены в общественные скандалы, поэтому его моральные требования были довольно высоки.
Отец принца Альберта, Эрнст I, и его брат, Эрнст II, бывшие герцогами в Саксен-Кобург-Готе в Германии, были такими распутниками, что, когда они посещали Англию, ни одна служанка при королевском дворе не могла себя чувствовать в безопасности.
Альберт, в свою очередь, придерживался настолько пуританских взглядов, что, по собственному признанию, чувствовал физическое недомогание при простой мысли о супружеской измене.
Впечатлительная Виктория, всецело преданная Альберту, приняла эту точку зрения, хотя были причины полагать, что она унаследовала чрезвычайно страстный темперамент Ганноверов.
Последовавшая реакция, поощрение запретов и ограничения стали главным источником драконовских норм поведения, границ между классами, а также разных стандартов для мужчин и женщин, характеризующих Викторианскую эпоху.
Не только Виктория и Альберт были причиной того, что в XIX веке Англия отвернулась от невоздержанности предыдущих поколений королевской семьи, но нет сомнений в том, что именно пример их верной семьи с девятью детьми стал образцом, с которым все общество сравнивало своё поведение. Не последнюю роль в этом сыграло то обстоятельство, что стремительное развитие науки и техники, масштабные социально-экономические изменения и усилившийся динамизм жизни создавали ощущение потерянности в меняющемся мире, в котором стремящиеся к благополучию британцы искали хоть какой-то стабильный ориентир, каким и стала образцовая королевская семья.

## Противоречивость
Правила поведения и мораль были очень жёсткими, и их нарушения сильно осуждались. В семьях и учебных заведениях были чрезвычайно распространены тяжкие телесные наказания.
Такие явления, как жеманство и умеренность, подавление считаются важными и очень распространёнными чертами викторианской эпохи. Так, в английском языке слово «Victorian» до сих пор является синонимом слов «ханжеский», «лицемерный».
Существовало огромное количество эвфемизмов: к примеру, называть руки и ноги иначе, как «конечностями», было очень неприлично.
При этом существовали некоторые противоречия, особенно в том, что касалось женщин и детей. Пяти-шестилетние дети, работавшие на шахтах проводили целые дни в подземных тоннелях, закрывая и открывая двери. А детский труд на фабриках был обычным явлением также в других странах Европы и Америки. С другой стороны, дети людей, принадлежавших к среднему и высшему классам, считались милыми невинными малышами, которых необходимо хранить в неведении касательно внешнего мира и его реалий.
Беременным женщинам из рабочего класса иногда приходилось самим катать тяжёлые телеги по рельсам в шахтах, что позже было законодательно запрещено. Женщины из среднего и верхнего класса считались недостаточно стойкими и сильными, чтобы принимать участие в политике, работать или получать полноценное образование. Этих женщин настолько опекали, что некоторым из них не позволялось читать газеты, на случай если они содержали новости, которые могли их расстроить. Вместо этого их мужья или другие мужчины, принадлежащие к семье, выбирали определённые статьи, которые считали подобающими, и зачитывали их вслух.
Для обеспечения пристойности было изобретено множество условностей (враждебность к мастурбации, надевание кринолинчиков на ножки роялей с круглыми наконечниками, даже на знаменитой Всемирной выставке экспозиция античных статуй была задержана до тех пор, пока им не залепили фиговыми листами причинные места) и приспособлений (противомастурбационные приспособления, купальная машина). Предложить за обедом женщине птичью ножку считалось грубостью. Книги авторов противоположного пола ставили на одну полку, только если они состояли в браке. Приличным девушкам предписывалось соблюдать девственность не только физическую, но и «нравственную»: им не полагалось ничего знать о половом акте и деторождении. Замужние женщины никогда не должны были снимать в присутствии мужа ночную рубашку (для совокупления надевалась рубашка с вырезом на уровне низа живота). Период беременности считался таким неприличным, что женщина не показывалась на людях.
Женщинам и девушкам запрещалось путешествовать, а иногда даже просто выходить из дома. Если женщина находилась в поезде без сопровождения, такое поведение сильно её компрометировало. При этом считалась вполне допустимым, если она путешествовала, сидя на соломе в вагоне-стойле вместе со своим конём, так как считалось, что тот способен её защитить.
В результате к свадьбе невесты подходили с фантастическими и пугающими представлениями о супружеской жизни и беременности, несмотря на то что от них ожидали рождения семи-восьми и более детей. Были даже случаи, что на следующий день после свадьбы они возвращались к родителям, так как то, что муж пытался их раздеть, воспринималось как оскорбление. Некоторые пытались покончить с собой.
К женщинам, по какой-либо причине не вышедшим замуж, относились как к париям и нежеланной обузе для их семей, которые были вынуждены поддерживать их. Незамужние считались неудачницами и даже должны были вставать в присутствии замужней женщины. Женщины, которых не устраивали такие обычаи, такие как Флоренс Найтингейл или Элизабет Гаррет Андерсон, клеймились как морально неполноценные. Если на них кто-нибудь нападал, то вина полностью ложилась на женщину.
Мужчины, считавшиеся превосходящими женщин по множеству параметров, также были жертвами викторианской морали. Широко было распространено мнение, в том числе среди самих мужчин, что они от рождения грубы и безнравственны. Поэтому их жёны и прочие женщины должны были прививать и воспитывать в них такие добродетели, как любовь к семье, домашнему очагу и дому.
В то же время историки Питер Гэй и Майкл Мэйсон указывают, что современное общество имеет превратные представления о викторианском этикете ввиду недостатка информации. Часто представляется, что отправляясь купаться люди викторианской эпохи из скромности использовали купальную машину. Но, несмотря на существование таких машин, в этот период всё ещё можно было увидеть людей, купающихся обнажёнными. Другим примером расхождения между представлениями о викторианской сексуальности и историческими реалиями является то, что королева Виктория любила рисовать и коллекционировать изображения обнажённой мужской натуры, и один из таких рисунков она даже подарила своему мужу.

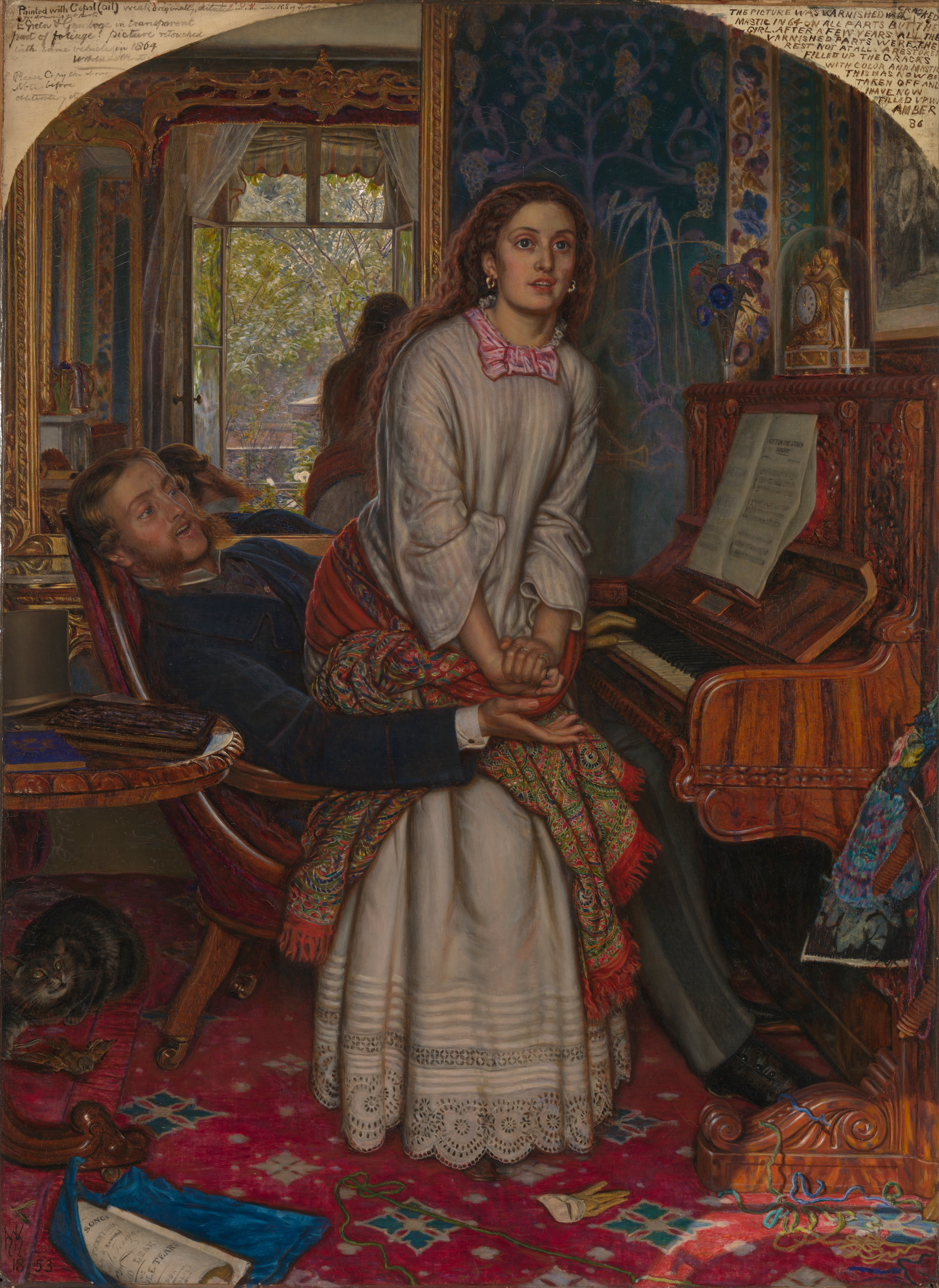
Холман Хант, Пробудившийся стыд (1853)

Массовое сознание представляет себе типичную викторианскую невесту из среднего класса как девушку, не подозревающую о том, что её ждёт в первую брачную ночь, считается также, что столкновение с подобным опытом могло быть травматичным. Однако викторианское общество знало, что и мужчины, и женщины могут получать удовольствие от совокупления.
Тем не менее, о чувствах и эмоциях писали и говорили в основном языком цветов. Однако, существовали несколько откровенных эротических и порнографических литературных произведений, самое известное из них — «Моя тайная жизнь», и журнал «The Pearl», который даже был переиздан в книжном формате в 1960-х годов; распространялись порнографические рисунки. Была развита проституция.
Гомосексуальность была вне закона и рассматривалась в тот период, как большая пошлость, однако множество известных мужчин с Британских островов были гомосексуальны. Самым известным среди них можно, пожалуй, считать Оскара Уайльда. Ближе к концу века по такому поводу даже состоялось множество больших судебных процессов.